# Wrenbury
Wrenbury egy falu Angliában, Cheshire grófságban, Crewe and Nantwich boroughban, a Weaver folyó partján, 8,5 mérföldre délnyugati irányban Crewetól. 2001-ben 1060 lakosa volt.

## Rövid története
A Domesday Bookban Warenberie néveb szerepel, 1230-ban Wrenneburyként volt ismert. A falu területe William Malbank, nantwichi báró tulajdona volt. Ciszterci kolostorát, mely 1180-ban épült, 1539-ben lebontották. Ezek után a falu a Cotton-család birtokába került.

## Műemlékek
- Saint Margareth's Church (Szent Margit templom)
- felvonóhíd a csatornán

## Közlekedés
A wrenburyi vasútállomás a walesi határvidék vasútvonal mentén fekszik, öt mérföld távolságra a nantwichi vasútállomástól délnyugatra és öt mérföldnyire Whitchurchtől.
A falut átszeli a Shropshire Union csatorna egyik ága.